# Санта-Лузия (Мараньян)

Санта-Лузия на карте штата.

Санта-Лузия (порт. Santa Luzia) — муниципалитет в Бразилии, входит в штат Мараньян. Составная часть мезорегиона Запад штата Мараньян. Входит в экономико-статистический микрорегион Пиндаре. Население составляет 74 043 человека на 2010 год. Занимает площадь 4780,198 км². Плотность населения — 15,49 чел./км².

## Демография
Согласно сведениям, собранным в ходе переписи 2010 г. Национальным институтом географии и статистики (IBGE), население муниципалитета составляет:
| Полное население                               | Полное население                               | Полное население                               | Полное население                               | 74 043 |
| ---------------------------------------------- | ---------------------------------------------- | ---------------------------------------------- | ---------------------------------------------- | ------ |
| в том числе:                                   | Городское население                            | 25 789                                         | Процент городского населения, %                | 34,83  |
|                                                | Сельское население                             | 48 254                                         | Процент сельского населения, %                 | 65,17  |
|                                                | Мужское население                              | 37 699                                         | Процент мужского населения, %                  | 50,92  |
|                                                | Женское население                              | 36 344                                         | Процент женского населения, %                  | 49,08  |
| Плотность населения, чел/км²                   | Плотность населения, чел/км²                   | Плотность населения, чел/км²                   | Плотность населения, чел/км²                   | 15,49  |
| Население муниципалитета в % к населению штата | Население муниципалитета в % к населению штата | Население муниципалитета в % к населению штата | Население муниципалитета в % к населению штата | 1,13   |

По данным оценки 2016 года, население муниципалитета составляет 71 067 жителей.

## История
Город основан 26 марта 1961 года.

## Статистика
- Валовой внутренний продукт на 2003 год составляет 109 105 089,00 реалов (данные: Бразильский институт географии и статистики).
- Валовой внутренний продукт на душу населения на 2003 год составляет 1423,42 реала (данные: Бразильский институт географии и статистики).
- Индекс развития человеческого потенциала на 2000 год составляет 0,556 (данные: Программа развития ООН).